# Raiffeisenbank Hengersberg-Schöllnach
Die Raiffeisenbank Hengersberg-Schöllnach eG ist eine Genossenschaftsbank mit Sitz in der bayerischen Marktgemeinde Hengersberg im Landkreis Deggendorf.

## Geschichte
Die heutige Raiffeisenbank Hengersberg-Schöllnach eG wurde am 3. Januar 1893 gegründet und entstand im Jahr 1999 durch die Fusion der Raiffeisenbank Winzer-Hengersberg eG mit dem Sitz in Winzer und der Raiffeisenbank Schöllnach-Iggensbach eG mit dem Sitz in Schöllnach. 
Die Raiffeisenbank Schöllnach-Iggensbach eG entstand im Jahr 1980 durch die Fusion der Raiffeisenkasse Iggensbach eG mit dem Sitz in Iggensbach mit der Raiffeisenbank Schöllnach eG. Die Raiffeisenbank Winzer-Hengersberg eG fusioniert im Jahr 1984 mit der Raiffeisenkasse Schwanenkirchen eG mit dem Sitz in Schwanenkirchen.

## Rechtsverhältnisse
Die Raiffeisenbank Hengersberg-Schöllnach eG ist im Genossenschaftsregister beim Amtsgericht Deggendorf unter GnR 18 eingetragen.

## Organisationsstruktur
Rechtsgrundlagen sind das Genossenschaftsgesetz und die durch die Generalversammlung beschlossene Satzung. Organe der Bank sind der Vorstand, der Aufsichtsrat und die Generalversammlung.

## Sicherungseinrichtung
Die Raiffeisenbank Hengersberg-Schöllnach eG ist der amtlich anerkannten Sicherungseinrichtung des Bundesverbandes der Deutschen Volksbanken und Raiffeisenbanken GmbH und der zusätzlichen freiwilligen Sicherungseinrichtung des Bundesverbandes der Deutschen Volksbanken und Raiffeisenbanken e.V. angeschlossen.

## Geschäftsausrichtung
Die Raiffeisenbank Hengersberg-Schöllnach eG betreibt das Universalbankgeschäft. Im Verbundgeschäft arbeitet sie mit der DZ Bank, R+V Versicherung, Bausparkasse Schwäbisch Hall, Teambank, VR Leasing,  DZ Hyp und der Union Investment zusammen.

## Geschäftsgebiet
Das Geschäftsgebiet liegt im Zentrum und Osten des Landkreises Deggendorf.
An diesen Orten betreibt die Bank Filialen:
- Hengersberg (Hauptstelle, jur. Sitz)
- Schöllnach (Geschäftsstelle)
- Winzer (Geschäftsstelle)
- Niederalteich (SB-Geschäftsstelle)
- Iggensbach (SB-Geschäftsstelle)